# Axel Frühauf
Axel Frühauf (* 1977 in Mutlangen) ist ein deutscher Architekt.

## Werdegang
Axel Frühauf studierte von 1998 bis 2004 Architektur an der Hochschule für angewandte Wissenschaften München und arbeitete anschließend bei Andreas Meck in München. Zwischen 2005 und 2011 führte er ein eigenes Architekturbüro in München und arbeitete weiterhin bei Andreas Meck. Zwischen 2011 und 2019 war er Büropartner von Andreas Meck. Seit dem Tod von Andreas Meck führt er das Büro meck architekten. Frühauf lehrte an der Hochschule München (2011–2020) und seit 2021 an der Münster School of Architecture. 2021 wurde er in den Bund Deutscher Architekten berufen.

## Bauwerke
Frühaufs Bauten wurden von Michael Heinrich, Simon Menges und Florian Holzherr fotografiert.
- 2010–2012: Ferienhaus Aufberg 1110 in Piesendorf
- 2010–2013: Zentralbibliothek der Hochschule München[3]
- 2010–2013: Ferienhaus Maria Alm
- 2012–2013: Atelier Holzherr in Gauting
- 2013–2016: Rathaus in Maitenbeth (mit Thomas Hammer)
- 2013–2016: Evangelisches Gemeindezentrum in Markt Schwaben
- 2011–2018: Kirche Seliger Pater Rupert Mayer in Poing[4]
- 2012–2019: Mensa Campus Garching Mensa des Hochschul- und Forschungszentrum Garching[5]
- 2015–2019: Wohnbebauung an der Paul-Gerhardt-Allee in München
- 2014–2020: Haus für Kinder in Kirchseeon[6]
- 2017–2022: Wohnen und Arbeiten im Kaufmannshof am Zollhafen in Mainz

## Auszeichnungen und Preise
- 2017: Anerkennung – Deutscher Ziegelpreis für das Rathaus Maitenbeth
- 2019: Große Nike für Kirche Seliger Pater Rupert Mayer in Poing
- 2019: BDA Preis Bayern für Kirche Seliger Pater Rupert Mayer in Poing
- 2019: Anerkennung – Deutscher Ziegelpreis für Kirche Seliger Pater Rupert Mayer in Poing
- 2019: Auszeichnung – Deutscher Architekturpreis für Kirche Seliger Pater Rupert Mayer in Poing
- 2020: International Prize for Sacred Architecture Fondazione Frate Sole für Kirche Seliger Pater Rupert Mayer in Poing[7]
- 2020: Auszeichnung – Preis des Deutschen Stahlbaues für Kirche Seliger Pater Rupert Mayer in Poing
- 2020: Besondere Anerkennung – Deutscher Natursteinpreis für Kirche Seliger Pater Rupert Mayer in Poing
- 2020: Belobigung – Deutscher Städtebaupreis für das Rathaus Maitenbeth
- 2021: BDA-Regionalpreis über Oberbayern für das Rathaus Maitenbeth

## Vorträge
- 2022: Werkvortrag Axel Frühauf, Meck Architekten, München auf www.youtube.com

## Schriften
- Meck Architekten (Hrsg.): meck architekten. Gestimmte Räume. Hirmer Verlag, München 2020, ISBN 978-3-7774-3612-8.